# Lillehammer GP
La Lillehammer GP es una carrera de ciclismo en ruta profesional de un día que se realiza en Noruega. Fue creada en 2018 y recibió la categoría 1.2 dentro de los Circuitos Continentales UCI, formando parte del UCI Europe Tour.
La carrera forma parte del Uno-X Development Weekend, circuito que se realiza a finales de agosto e inicios de septiembre en las provincias de Hedmark y Oppland en Noruega y que comprende las carreras de Lillehammer GP, Hafjell GP y Gylne Gutuer.

## Palmarés
| Año  | Ganador                      | Segundo          | Tercero                |           |
| ---- | ---------------------------- | ---------------- | ---------------------- | --------- |
| 2018 | Alexander Kamp               | Andreas Stokbro  | Cees Bol               |           |
| 2019 | Niklas Larsen                | Kristian Aasvold | Julian Mertens         |           |
| 2020 | Andreas Leknessund           | Torstein Træen   | Andreas Staune-Mittet  |           |
| 2021 | Idar Andersen                | Gianni Marchand  | Lucas Eriksson         |           |
| 2022 | Magnus Bak Klaris            | Josh Kench       | Torstein Træen         |           |
| 2023 | Christian Ingemann Lindquist | Johannes Kulset  | Eivind Broholt Fougner |           |
| 2024 | cancelada                    | cancelada        | cancelada              | cancelada |

## Palmarés por países
| País      | Victorias |
| --------- | --------- |
| Dinamarca | 4         |
| Noruega   | 2         |